# Thymalus marginicollis
Thymalus marginicollis là một loài bọ cánh cứng trong họ Trogossitidae. Loài này được Chevrolat miêu tả khoa học năm 1842.